# آلباتروس چتم
آلباتروس چَتِم (نام علمی: Thalassarche eremita) نام یک گونه از سرده آلباتروس‌های پشت‌سیاه است.